# 兇突吻魚
兇突吻魚（学名：Varicorhinus iphthimostoma）为輻鰭魚綱鯉形目鲤科的一個種，分布於非洲喀麥隆Lufira河流域，體長可達18.1公分。

## 扩展阅读
維基物種上的相關：兇突吻魚